# Metropolis Records
Metropolis Records – amerykańska wytwórnia muzyczna oraz dystrybutor muzyki elektronicznej, powstały w 1995 r.
Firma początkowo działała jako sklep muzyczny pod nazwą Digital Underground. Właściwą działalność jako Metropolis Records rozpoczęła w 1995 r. Wydawnictwo skupia się na promowaniu oraz dystrybucji muzyki z gatunków Synthpop, EBM oraz Industrial.
Metropolis Records prowadzi dystrybucję produktów takich wydawnictw jak: A Different Drum, Alfa Matrix, Cleopatra Records, Nilaihah, KMFDM, Projekt Records, Strange Ways, DSBP oraz WTII Records.